# Dainius Zubrus
Dainius Zubrus (ur. 16 czerwca 1978 w Elektrenach) – litewski hokeista, reprezentant Litwy i Rosji.

## Kariera
- Salamandra Charków U20 (-1995)
- Pembroke Lumber Kings (1995–1996)
- Caledon Canadians (1996)
- Philadelphia Flyers (1996–1998)
- Montréal Canadiens (1998–2001)
- Washington Capitals (2001–2004)
- Łada Togliatti (2004–2005)
- Washington Capitals (2005–2006)
- Buffalo Sabres (2006–2007)
- New Jersey Devils (2007–2015)
- San Jose Sharks (2015-2016)

Wychowanek klubu SC Energija. Od 2007 zawodnik klubu NHL New Jersey Devils. W połowie 2013 przedłużył kontrakt z klubem o trzy lata. Zwolniony z klubu w lipcu 2015. Od końca listopada 2015 zawodnik San Jose Sharks. Później odszedł z gry w NHL.
W barwach reprezentacyjnych uczestniczył w turniejach Pucharu Świata 2004 (w barwach Rosji) oraz mistrzostw świata 2005, 2014, 2018, 2019 I Dywizji (w barwach Litwy).

## Sukcesy
Reprezentacyjne
- Mistrzostwa Świata w Hokeju na Lodzie 2018/I Dywizja: awans do Dywizji I Grupy A

Klubowe
- Mistrzostwo konferencji NHL: 1997 z Philadelphia Flyers, 2012 z New Jersey Devils
- Mistrzostwo dywizji NHL: 2007 z Buffalo Sabres, 2009, 2010 z New Jersey Devils
- Presidents’ Trophy: 2007 z Buffalo Sabres
- Srebrny medal mistrzostw Rosji: 2005 z Ładą Togliatti

Indywidualne
- Mistrzostwa Świata w Hokeju na Lodzie 2014/I Dywizja Grupa B:
  - Pierwsze miejsce w klasyfikacji asystentów turnieju: 7 asyst[6]
  - Pierwsze miejsce w klasyfikacji kanadyjskiej turnieju: 9 punktów[7]
  - Trzecie miejsce w klasyfikacji +/− turnieju: +7[8]
  - Najlepszy napastnik turnieju[9]

- Mistrzostwa Świata w Hokeju na Lodzie 2018/I Dywizja:
  - Pierwsze miejsce w klasyfikacji asystentów turnieju: 6 asyst[10]
  - Dziewiąte miejsce w klasyfikacji kanadyjskiej turnieju: 6 punktów[11]